# Pedro Piqueras
Pedro María Piqueras Gómez (Albacete, 6 de maig de 1955) és un periodista espanyol. Llicenciat en Ciències de la Informació per la Universitat Complutense de Madrid, ha dedicat la major part de la seva carrera a la informació en ràdio i televisió, treballant com a presentador d'informatius o programes d'actualitat.

## Etapa a RTVE

### Època aRNE
En 1977 va formar part de la plantilla de RNE com a Redactor de Ràdio Exterior d'Espanya i de l'Àrea Internacional de RNE.
Anys més tard va ser director d'Informatius del Cap de setmana, director de 24 Hores i Director d'Informatius 2.
També en RNE, va ocupar la direcció d'"Al Cabo de la calle" i "Abrimos los sábados"

### Època aTVE
En 1988 va ingressar a la plantilla d'informatius de Televisió espanyola ja com a director de Telediario (1988-1993), tant de la Primera com de la Segona Edició i també de l'espai Buenos días (1989-1990).

## Etapa Atresmedia

### Època aAntena 3
El 1993 es va unir a la nova cadena privada Antena 3 Televisión com a director i presentador junt a María Rey de la segona edició d' Antena 3 Noticias. En setembre de 1996 assumeix la direcció i presentació de l'informatiu setmanal Espejo Público.
En 1998 torna als informatius al capdavant de les edicions de Cap de setmana al costat de Miriam Romero primer, Sandra Barneda després i finalment en solitari. En 2002 es fa càrrec dels matins d'Antena 3 amb el fallit magazine A plena luz que només va estar en antena durant 3 mesos. En les labors de presentació va estar acompanyat per Yolanda Alzola i Mar Saura.
Des d'aquest moment s'ocupa de diversos especials com a Diario de Guerra i, a partir de setembre de 2003, posa en marxa el late-night informatiu 7 días, 7 noches. El març de 2004 assumeix la direcció i presentació de la tertúlia matinal La Respuesta, càrrec que va abandonar dos mesos després per a assumir la direcció de RNE.
El 13 de juny de 2016, Piqueras va dirigir, al costat d'Ana Blanco i Vicente Vallés, el segon debat d'Antena 3 entre Mariano Rajoy, Albert Rivera, Pedro Sánchez i Pablo Iglesias.

## Segona etapa en RTVE

### Època aRNE(segona ocasió)
El 2004 va ser nomenat director de Ràdio Nacional d'Espanya. Va accedir a la direcció de Ràdio Nacional després d'haver estat a Antena 3 sense poder fer informatius, "per una qüestió no professional". Va ocupar el càrrec, del qual va dimitir, fins a gener de 2006.
A més després del seu pas per Antena 3 va tornar a TVE on a La 2 va dirigir i va conduir l'espai de debat Enfoque (2004-2006).

## Etapa a Mediaset

### Època aTelecinco
El 25 de gener de 2006, la cadena privada Telecinco confirma que Pedro Piqueras serà el director d'Informatius de la cadena, en substitució de Juan Pedro Valentín. Això provoca canvis en els informatius, tant en la capçalera com en la sintonia que havia tingut durant els anys anteriors. A més de ser el director d'informatius també presenta Informatius Telecinco de dilluns a divendres a les 21h, excepte períodes estivals.
En la seva nova etapa en Telecinco aconsegueix que l'informatiu que presenta s'imposi amb folgança al d'Antena 3 i a partir del 2012 superant amb escreix també al de TVE
El 19 de juny de 2014 forma part del desplegament informatiu de Mediaset España amb motiu de la proclamació de Felip VI d'Espanya al costat d'Ana Rosa Quintana i Jesús Cintora.

## Filmografia

### Cinema
| Any  | Pel·lícula | Director            | Personatge                |
| ---- | ---------- | ------------------- | ------------------------- |
| 2009 | Celda 211  | Daniel Monzón       | Presentador d'Informatius |
| 2018 | Superlópez | Javier Ruiz Caldera | Presentador d'Informatius |

### Sèries de televisió
| Any  | Sèrie                          | Canal     | Personatge                | Notes      |
| ---- | ------------------------------ | --------- | ------------------------- | ---------- |
| 1997 | El sueño de una noche... vieja | Antena 3  | Xofer                     | TV-Movie   |
| 1999 | La casa de los líos            | Antena 3  | Ell mateix                | 1 episodi  |
| 2003 | Homo Zapping                   | Antena 3  | Ell mateix                | 1 episodi  |
| 2004 | Casi perfectos                 | Telecinco | Presentador d'informatius | 1 episodi  |
| 2015 | Anclados                       | Telecinco | Presentador d'informatius | 1 episodi  |
| 2016 | El Príncipe                    | Telecinco | Presentador d'informatius | 1 episodi  |
| 2017 | Sé quién eres                  | Telecinco | Presentador d'informatius | 1 episodi  |
| 2019 | Secretos de Estado             | Telecinco | Presentador d'informatius | 2 episodis |

## Premis i nominacions
- Guanyador del Premi Ondas (2013)[4]
- Guanyador de la Insígnia d'Or (2012) de l' Asociación Ruta del Vino de Jumilla.[5]
- Guanyador de tres Antena de Oro: 1997 per Espejo Público i en 2009 i 2016 per Informativos Telecinco.[6][7]
- Nominat als Premis ATV (2003) com a Millor Comunicador de Programes Informatius per 7 Días, 7 Noches i en 2012 per Informativos Telecinco.
- Nominat al TP d'Or 1990 com a Millor Presentador per Telediario i 2009 per Informativos Telecinco.